# Danh sách tập của Siêu trí tuệ Trung Quốc (mùa 9)
Dưới đây là danh sách các tập của chương trình Siêu trí tuệ (Trung Quốc) mùa 9 được phát sóng năm 2022.

## Vòng 1 - Thăng duy chi chiến
42 tuyển thủ tự lựa chọn số lượng thẻ tài nguyên muốn nhận là 2, 5, 8. Mỗi loại gồm 14 thẻ tương ứng với 42 tuyển thủ. Trong mỗi lần xung kích, mỗi tuyển thủ sẽ tốn ít nhất 1 thẻ tài nguyên. Sau khi kết thúc, dựa vào vị trí thứ hạng mà giành được thẻ tài nguyên khác nhau. Ngoài ra, thẻ tài nguyên còn có thể ở vòng phụ đổi được quyền lợi đặc biệt. Các tuyển thủ không thể tặng thẻ tài nguyên cho nhau. Tuyển thủ bị loại, thẻ tài nguyên sẽ bị thu hồi.

### Tập 1 đến tập 11
| Chú giải | Thắng/Tấn cấp | Hòa | Thua/Bị loại/Chưa Tấn cấp |

| Thử thách | Mô tả | Thử thách trợ lực | Kết quả |
| --- | --- | --- | --- |
| Phương chu chiến kỷ - Nhất xúc tức phát Một biến số X với giá trị khởi đầu bằng 0 được thiết lập. Giai đoạn này có 4 lần xung kích. Trong 3 lần đầu, bất kì tuyển thủ nào chưa hoàn thành thử thách lập túc bị loại, đồng thời X được tăng thêm 1 đơn vị. Trong lần xung kích thứ 4, nếu có tuyển thủ chưa hoàn thành thử thách, ngoài việc bị loại, còn khiến X kích hoạt (lúc này X tuyển thủ đã hoàn thành thử thách có thành tích kém nhất cũng bị loại theo). | | | |
| Rubik càn khôn | Trên sân khấu đặt 1 rubik 18 x 18, trên bề mặt rubik có lộ tuyến. Khi thử thách bắt đầu, rubik sẽ ngẫu nhiên xoay chuyển, tuyển thủ quan sát cách rubik chuyển động tìm ra hình khai triển chính xác (trong số 264 cách khai triển) ở trạng thái khôi phục của khối rubik. Thời gian thực hiện thử thách ban đầu là 5 phút. | - Vận Q duy ác Trong thời gian 15 phút, đem tất cả 16 đoạn đường đặt vào trong nông trại QQ 4 x 4 tạo thành đường thông từ điểm đầu cho đến điểm cuối sao cho 8 viên bi ở 8 vị trí xuất phát lăn thẳng về ô đích (với mỗi ô đích chứa đúng số bi được ghi trước). Tuyển thủ tự nguyện tham gia vì tập thể theo nguyện vọng cá nhân. Mỗi lần tham gia tốn 3 thẻ tài nguyên. Nếu khiêu chiến thành công 1 lần, thì có thể tăng thêm thời gian 3 phút thực hiện thử thách cho tất cả tuyển thủ tham gia thử thách chính. Kết quả: Tào Hoán Đông, Hoàng Nhược Dịch, Sài Hạo Thần, Cung Kim Tái Ba khiêu chiến thành công. Hàn Đông Minh Tuệ khiêu chiến không thành công. Tổng cộng thời gian thực hiện thử thách này là 17 phút. | 2 tuyển thủ bị loại. Còn lại 40 tuyển thủ. |
| 40 tuyển thủ còn lại chia thành 4 nhóm, mỗi nhóm 10 người thực hiện các thử thách theo thứ tự A, B, C, D. Những tuyển thủ chưa hoàn thành thử thách sẽ ảnh hưởng giảm thời gian thực hiện của những thử thách sau. | A: Quang ảnh tàn quyển Tuyển thủ quan sát bức tranh quang ảnh, lợi dụng nguyên lý sáng, tối từ trong các tàn quyển trên sân khấu để chọn ra 5 bức tranh ghép lại thành bức tranh hoàn chỉnh cho trước. Những tuyển thủ chưa hoàn thành trong thời gian quy định là 20 phút trực tiếp bị loại. Mỗi lần đáp sai bị phạt 30 giây. | Không có | 2 tuyển thủ bị loại. Thời gian thực hiện thử thách B từ 18 phút xuống còn 16 phút, C từ 30 phút xuống 27 phút, D từ 30 phút xuống 26 phút. |
| 40 tuyển thủ còn lại chia thành 4 nhóm, mỗi nhóm 10 người thực hiện các thử thách theo thứ tự A, B, C, D. Những tuyển thủ chưa hoàn thành thử thách sẽ ảnh hưởng giảm thời gian thực hiện của những thử thách sau. | B: Quang trụ cầu vồng Mỗi tuyển thủ có 16 thiết bị Phản xạ Tia laser (là 16 miếng hình vuông có gắn từ 2 đến 4 tấm gương 2 mặt phản chiếu). Tuyển thủ quan sát hình mục tiêu và các thiết bị phản xạ. Sau đó đặt tất cả thiết bị phản xạ vào trong bàn 4 x 4 cho sẵn trên sân khấu, sao cho Tia laser sau khi phản xạ quay trở lại vị trí ban đầu tạo ra quang tuyến khép kín. Các vị trí mà quang tuyến đi qua cần trùng khớp với hình mục tiêu. Những tuyển thủ chưa hoàn thành trong thời gian quy định trực tiếp bị loại. | Không có | 4 tuyển thủ bị loại. Thời gian thực hiện thử thách C từ 27 phút xuống 24 phút, D từ 26 phút xuống 22 phút. |
| 40 tuyển thủ còn lại chia thành 4 nhóm, mỗi nhóm 10 người thực hiện các thử thách theo thứ tự A, B, C, D. Những tuyển thủ chưa hoàn thành thử thách sẽ ảnh hưởng giảm thời gian thực hiện của những thử thách sau. | C: Lục cung số cục Tuyển thủ cần phân tích các số trong một bảng lục giác thành tích các thừa số nguyên tố (2, 3, 5). Số lần thừa số đó xuất hiện của chúng tương ứng với số bước đi nếu đi từ ô đó theo hướng tương ứng. Nhiệm vụ của các tuyển thủ là tạo một thông lộ nối từ ô xuất phát tới ô đích theo quy tắc trên. Những tuyển thủ chưa hoàn thành trong thời gian quy định trực tiếp bị loại. Mỗi lần đáp sai bị phạt 30 giây. | Không có | Không có tuyển thủ bị loại. |
| 40 tuyển thủ còn lại chia thành 4 nhóm, mỗi nhóm 10 người thực hiện các thử thách theo thứ tự A, B, C, D. Những tuyển thủ chưa hoàn thành thử thách sẽ ảnh hưởng giảm thời gian thực hiện của những thử thách sau. | D: Song diện bính đồ Mỗi tuyển thủ nhận được một bàn cờ 6 x 5 và một số khối dị hình có màu xanh - đỏ (xanh thuộc lớp trong, đỏ thuộc lớp ngoài). Tại hai mặt của bàn cờ, đồng thời ghép kín hết toàn bộ bằng màu đỏ tức khiêu chiến thành công. Những tuyển thủ chưa hoàn thành trong thời gian quy định trực tiếp bị loại. | Không có | 4 tuyển thủ bị loại. |
| 40 tuyển thủ còn lại chia thành 4 nhóm, mỗi nhóm 10 người thực hiện các thử thách theo thứ tự A, B, C, D. Những tuyển thủ chưa hoàn thành thử thách sẽ ảnh hưởng giảm thời gian thực hiện của những thử thách sau. | Phần thi phụ: Do Thái Hân Kỳ vì lý do sức khỏe nên không thể hoàn thành phần thi. Ban giám khảo quyết định có phần thi phụ. Trong thời gian 4 phút, 1 tuyển thủ bất kỳ trong ba thử thách A, B, C (trừ thử thách D) tự nguyện tiếp tục dùng 8 thẻ tài nguyên để hoàn thành phần thi. Nếu hoàn thành thử thách thì việc Thái Hân Kì rút lui sẽ không được tính vào X. Nếu thua thì số X vẫn tăng thêm như bình thường và tuyển thủ khiêu chiến sẽ bị mất 8 thẻ tài nguyên. | Không có | Phạm Thiên Thành khiêu chiến thành công. |
| Sách mã bí đồ | Trên sân khấu có 8 khối dị hình, tuyển thủ cần quan sát trên sân khấu một vòng quay không ngừng di động để tìm hình triển khai của Khối lập phương chứa hình chiếu 6 mặt của khối dị hình (là hình chiếu của khối dị hình theo các mặt: trái, phải, trước, sau, trên, dưới). Trong thời gian quy định là 30 phút, đáp được 3 khối dị hình khiêu chiến thành công. | Có 1 suất đi thẳng, tuyển thủ có thể dùng 5 thẻ tài nguyên để đổi một suất đi thẳng cho bản thân hoặc dùng cho tuyển thủ khác, không cần thực hiện thử thách này. Tuy nhiên, các tuyển thủ còn lại phải đáp đúng thêm 1 khối dị hình để vượt qua thử thách cho mỗi suất đi thẳng. Kết quả: Không có tuyển thủ đổi suất đi thẳng. | 1 tuyển thủ bị loại. |
| Khang tư điệt đại | Mỗi tuyển thủ sẽ nhận được Bản đồ hằng số gồm nhiều Lục giác đều. Ban đầu, bản đồ có màu trắng, tuyển thủ dựa vào những hằng số ghi trên các cạnh ngoài của Lục giác để suy luận ra đồ hình mục tiêu. Mỗi số đại diện cho cột đó có bao nhiêu ô là màu đen. Sau đó, căn cứ vào quy tắc trắng đen thay nhau: Mỗi khi chọn 1 ô bất kỳ, bản thân ô đó và 6 ô liền kề xung quanh nó sẽ đổi màu. Thử thách diễn ra trong 90 phút, mỗi lần giải đề tuyển thủ có 15 phút giải. | Tuyển thủ có thể dùng 1 thẻ tài nguyên để tiếp tục tham gia khi thử thách thất bại. | 29 tuyển thủ đều khiêu chiến thành công. X bị tiêu biến. |
| Giải cứu chi chiến Căn cứ vào thẻ tài nguyên mỗi tuyển thủ có mà phân chia ra hai khu vực: nguy hiểm (màu cam) và an toàn (màu xanh lục). Mỗi tuyển thủ ở khu an toàn có 3 phiếu có thể bầu cho bất cứ tuyển thủ nào ở khu nguy hiểm. 6 tuyển thủ nhận được phiếu bầu cao nhất có thể chọn trong các tuyển thủ bầu cho mình một người làm đồng đội để tạo thành 6 đội tiến hành thi đấu đối kháng 2 vs 2 với nhau. Nếu tuyển thủ ở khu nguy hiểm thắng sẽ được vào khu an toàn, thua thì phải tham dự lần xung kích thứ 5. Đồng đội của họ sẽ từ tuyển thủ an toàn ở đội thua lấy đi 8 thẻ tài nguyên. | | | |
| Tuệ nhãn thức kim | Thành trì lập thể ở trên sân khấu do các khối dị hình được tạo bởi các khối lập phương tạo thành. Tuyển thủ cần quan sát thành trì, tìm ra vị trí của các khối lập phương được chỉ định trên các khối dị hình. Trong thời gian quy định, 2 tuyển thủ trong một đội thay nhau trả lời, mỗi người làm 3 hoặc 4 đề, cuối cùng viết ra tọa độ mục tiêu. Đội có nhiều đáp án chính xác nhiều hơn sẽ thắng. | Không. | Bạch Vũ Bằng đáp 4 đề, Tăng Hoa Minh đáp 3 đề |
| Tuệ nhãn thức kim | Thành trì lập thể ở trên sân khấu do các khối dị hình được tạo bởi các khối lập phương tạo thành. Tuyển thủ cần quan sát thành trì, tìm ra vị trí của các khối lập phương được chỉ định trên các khối dị hình. Trong thời gian quy định, 2 tuyển thủ trong một đội thay nhau trả lời, mỗi người làm 3 hoặc 4 đề, cuối cùng viết ra tọa độ mục tiêu. Đội có nhiều đáp án chính xác nhiều hơn sẽ thắng. | Không. | Thái Dương Dương đáp 4 đề, Phạm Thiên Thành đáp 3 đề. |
| Thanh truyền khúc tuyến | Trên sân có vài kết cấu Thanh truyền, trên mỗi thanh tồn tại vài nguồn sáng thuận theo Thanh truyền chuyển động, nguồn sáng sẽ tạo ra các ảnh Quỹ tích. Tuyển thủ nhận được quỹ tích của nguồn sáng, quan sát kết cấu Thanh truyền trên sân khấu tìm ra ảnh quỹ tích này thuộc về Thanh truyền nào. Trong thời gian quy định, mỗi đội cần hoàn thành 8 đề. Hai tuyển thủ trong cùng đội thay nhau trả lời, mỗi người 4 đề. Bên có số đáp án chính xác cao hơn sẽ thắng. Nếu độ chính xác như nhau, bên dùng ít thời gian hơn chiến thắng. | Không. | Mông Kiệt, Cung Kim Tái Ba đáp đúng ít nhất 6 đề. |
| Thanh truyền khúc tuyến | Trên sân có vài kết cấu Thanh truyền, trên mỗi thanh tồn tại vài nguồn sáng thuận theo Thanh truyền chuyển động, nguồn sáng sẽ tạo ra các ảnh Quỹ tích. Tuyển thủ nhận được quỹ tích của nguồn sáng, quan sát kết cấu Thanh truyền trên sân khấu tìm ra ảnh quỹ tích này thuộc về Thanh truyền nào. Trong thời gian quy định, mỗi đội cần hoàn thành 8 đề. Hai tuyển thủ trong cùng đội thay nhau trả lời, mỗi người 4 đề. Bên có số đáp án chính xác cao hơn sẽ thắng. Nếu độ chính xác như nhau, bên dùng ít thời gian hơn chiến thắng. | Không. | Chu Khoa Kỳ, Sài Hạo Thần đáp đúng 6 đề. |
| Quang điểm mật thược | Trên sân khấu có 30 Khối lập phương bên trong chứa nhiều khối cầu tàn khuyết. Trong đó, mỗi 3 khối có thể hợp thành một sao cho các quả cầu nhỏ ở cùng một hàng hoặc cột thẳng theo các chiều dài, rộng, cao của khối hộp đều không trùng màu. Hai tuyển thủ cùng đội thay nhau trả lời, đội nào hoàn thành 10 đề trước sẽ giành chiến thắng. | Không. | Tào Hoán Đông, Trương Thiên Dương hoàn thành được 10 đề. |
| Quang điểm mật thược | Trên sân khấu có 30 Khối lập phương bên trong chứa nhiều khối cầu tàn khuyết. Trong đó, mỗi 3 khối có thể hợp thành một sao cho các quả cầu nhỏ ở cùng một hàng hoặc cột thẳng theo các chiều dài, rộng, cao của khối hộp đều không trùng màu. Hai tuyển thủ cùng đội thay nhau trả lời, đội nào hoàn thành 10 đề trước sẽ giành chiến thắng. | Không. | Hoa Mạt Lệ, Trương Nghi Lương hoàn thành được 4 đề. |
| Lần xung kích thứ 5. Lần xung kích này sẽ hướng về các tuyển thủ ở khu nguy hiểm (11 tuyển thủ chọn 2 tuyển thủ đi tiếp). | | | |
| Vòng xoáy Hilbert | Tuyển thủ quan sát 3 sợi dây dài trên sân khấu, lợi dụng quy luật phân đoạn của Cung Hilbert trong não khôi phục dây dài thành bức tranh 8 x 8. Đồng thời, lấy tâm của trung tâm bức ảnh làm trục, tiến hành xoay cho biến dạng. Trong số 60 bức tranh trên sân khấu, tìm ra chính xác bức tranh đã xoay cho biến dạng. Có tổng cộng 3 đề, tuyển thủ trả lời đúng nhiều hơn sẽ thắng. Nếu số lượng chính xác như nhau, ai dùng thời gian ít hơn sẽ thắng. | Không. | Sài Hạo Thần, Đồ Bân đi tiếp. |
| Lần xung kích thứ 6. Thông qua 7 thử thách chọn ra 12 vị trí tấn cấp. Tuyển thủ sau khi phân tổ, lấy tổ làm đơn vị, sử dụng thẻ tài nguyên để đấu giá tư cách thi đấu. Mỗi trận thi đấu, tuyển thủ chiến thắng sẽ có được vị trí tấn cấp và không cần tham gia thử thách tiếp theo. Nếu tất cả thành viên trong tổ đều tấn cấp thì cả tổ sẽ tấn cấp. Đồng thời, dựa theo thứ hạng tấn cấp mà thu về được số thẻ tài nguyên tương ứng làm phần thưởng. Sau 7 thử thách, nếu trong tổ còn thành viên chưa tấn cấp tức cả tổ thất bại tiến vào vòng thi đấu kết toán danh sách. Quy tắc phân tổ: sẽ là tổ 1 người (số lượng là 4 tổ), 2 người (số lượng là 5 tổ), 3 người (số lượng là 2 tổ). Tuyển thủ theo thứ tự xếp hạng thẻ từ dưới lên để lựa chọn hình thức phân tổ. Tổ 1 người tự động thành công. Lựa chọn hai hình thức còn lại sẽ bước vào giai đoạn kêu gọi: Những tuyển thủ khác có thể dùng từ 1 đến 3 thẻ tài nguyên đưa ra chí hướng (nếu được chọn vào tổ sẽ mất thẻ đã đưa ra, nếu không được nhận vào tổ sẽ hoàn lại thẻ), cũng có thể lựa chọn bỏ qua. Tuyển thủ đưa ra kêu gọi tiến hành lựa chọn đồng đội trong số những tuyển thủ đưa ra nhiều thẻ tài nguyên nhất. Thỏa mãn số người trong tổ tức lập tổ thành công, còn không sẽ thất bại và tiếp tục tham gia giai đoạn kêu gọi phía sau. Quy tắc đấu giá: Thẻ tài nguyên của mỗi tổ là đạo cụ đấu giá, trước khi bắt đầu mỗi trận đấu sẽ tiến hành đấu giá tư cách thi đấu. Đấu giá phân thành hai phiên đầu và cuối, thời gian mỗi phiên là 10 phút. Sau khi bắt đầu đấu giá, các tổ có thể đưa ra số lượng thẻ đầu tiên, sau khi phiên đầu kết thúc sẽ công bố những tổ tạm thời có tư cách thi đấu và tổ đấu giá ít thẻ nhất (không công bố số lượng thẻ). Chỉ có những tổ tham gia phiên đầu mới có thể tham gia phiên cuối và chọn đặt thêm thẻ để cạnh tranh hay không. Sau khi phiên cuối kết thúc, sẽ công bố tổ có tư cách thi đấu cuối cùng (không công bố số lượng thẻ). Nếu có trường hợp hòa thẻ thì các tổ có thể thêm thẻ để quyết định tư cách thi đấu. Sau khi thêm thẻ nếu vẫn hòa sẽ quyết định bằng cách bốc thăm. Tổ đấu giá thất bại sẽ thu về được số thẻ đã đấu giá. | | | |
| Tinh trận tiềm tập Hình thức thi đấu: 2 vs 2 Số suất tấn cấp: 2 | Tuyển thủ A thông qua di tinh lược hình mở khóa các dây xích. Tuyển thủ B tranh đoạt 4 loại tinh cầu (96 cái) trong Cự trận sữa QQ. Sau khi trận đấu bắt đầu, Tuyển thủ A đưa tất cả các điểm màu trong bàn thông qua di chuyển vô hạn để chuyển chúng đến các ô cùng màu tức thành công đoạt được dây xích tương ứng. Sau đó Tuyển thủ B đưa dây xích khảm vào trong cự trận. Những cạnh tương ứng với dây xích này sẽ sáng lên màu của đội đó. Khi một Khối lập phương bất kỳ có 7/12 cạnh cùng màu của đội nào thì khối cầu bên trong sẽ thuộc về đội đó. Trong thời gian quy định là 45 phút, đội nào đoạt được nhiều khối cầu hơn sẽ thắng. Nếu số lượng như nhau, đội dùng ít thời gian hơn sẽ thắng. | Không | Tuyển thủ A: Bạch Vũ Bằng Tuyển thủ B: Cung Kim Tái Ba |
| Tinh trận tiềm tập Hình thức thi đấu: 2 vs 2 Số suất tấn cấp: 2 | Tuyển thủ A thông qua di tinh lược hình mở khóa các dây xích. Tuyển thủ B tranh đoạt 4 loại tinh cầu (96 cái) trong Cự trận sữa QQ. Sau khi trận đấu bắt đầu, Tuyển thủ A đưa tất cả các điểm màu trong bàn thông qua di chuyển vô hạn để chuyển chúng đến các ô cùng màu tức thành công đoạt được dây xích tương ứng. Sau đó Tuyển thủ B đưa dây xích khảm vào trong cự trận. Những cạnh tương ứng với dây xích này sẽ sáng lên màu của đội đó. Khi một Khối lập phương bất kỳ có 7/12 cạnh cùng màu của đội nào thì khối cầu bên trong sẽ thuộc về đội đó. Trong thời gian quy định là 45 phút, đội nào đoạt được nhiều khối cầu hơn sẽ thắng. Nếu số lượng như nhau, đội dùng ít thời gian hơn sẽ thắng. | Không | Tuyển thủ A: Sài Hạo Thần Tuyển thủ B: Quách Trạch Hạo |
| Minh đăng mê cục Hình thức thi đấu: Xa luân chiến Số suất tấn cấp: 1 | Tuyển thủ trong một bàn cờ 14 x 14 có 3 màu (ô màu trắng: chướng ngại vật, ô màu xám: những ô cần đặt đèn), dựa theo quy tắc đặt đèn: Ánh đèn khi gặp chướng ngại vật màu trắng sẽ dừng chiếu xạ. Giữa đèn và đèn không thể chiếu lẫn nhau. Chữ số trên chướng ngại vật màu trắng tương ứng với tổng số bên cạnh ô đó. Làm sáng toàn bộ bàn cờ tức khiêu chiến thành công. | Không | Mông Kiệt |
| Minh đăng mê cục Hình thức thi đấu: Xa luân chiến Số suất tấn cấp: 1 | Tuyển thủ trong một bàn cờ 14 x 14 có 3 màu (ô màu trắng: chướng ngại vật, ô màu xám: những ô cần đặt đèn), dựa theo quy tắc đặt đèn: Ánh đèn khi gặp chướng ngại vật màu trắng sẽ dừng chiếu xạ. Giữa đèn và đèn không thể chiếu lẫn nhau. Chữ số trên chướng ngại vật màu trắng tương ứng với tổng số bên cạnh ô đó. Làm sáng toàn bộ bàn cờ tức khiêu chiến thành công. | Không | Chu Thế Đổng |
| Minh đăng mê cục Hình thức thi đấu: Xa luân chiến Số suất tấn cấp: 1 | Tuyển thủ trong một bàn cờ 14 x 14 có 3 màu (ô màu trắng: chướng ngại vật, ô màu xám: những ô cần đặt đèn), dựa theo quy tắc đặt đèn: Ánh đèn khi gặp chướng ngại vật màu trắng sẽ dừng chiếu xạ. Giữa đèn và đèn không thể chiếu lẫn nhau. Chữ số trên chướng ngại vật màu trắng tương ứng với tổng số bên cạnh ô đó. Làm sáng toàn bộ bàn cờ tức khiêu chiến thành công. | Không | Trương Văn Tịnh |
| Minh đăng mê cục Hình thức thi đấu: Xa luân chiến Số suất tấn cấp: 1 | Tuyển thủ trong một bàn cờ 14 x 14 có 3 màu (ô màu trắng: chướng ngại vật, ô màu xám: những ô cần đặt đèn), dựa theo quy tắc đặt đèn: Ánh đèn khi gặp chướng ngại vật màu trắng sẽ dừng chiếu xạ. Giữa đèn và đèn không thể chiếu lẫn nhau. Chữ số trên chướng ngại vật màu trắng tương ứng với tổng số bên cạnh ô đó. Làm sáng toàn bộ bàn cờ tức khiêu chiến thành công. | Không | Hoàng Nhược Dịch |
| Minh đăng mê cục Hình thức thi đấu: Xa luân chiến Số suất tấn cấp: 1 | Tuyển thủ trong một bàn cờ 14 x 14 có 3 màu (ô màu trắng: chướng ngại vật, ô màu xám: những ô cần đặt đèn), dựa theo quy tắc đặt đèn: Ánh đèn khi gặp chướng ngại vật màu trắng sẽ dừng chiếu xạ. Giữa đèn và đèn không thể chiếu lẫn nhau. Chữ số trên chướng ngại vật màu trắng tương ứng với tổng số bên cạnh ô đó. Làm sáng toàn bộ bàn cờ tức khiêu chiến thành công. | Không | Quách Trạch Hạo |
| Bông tuyết cầu vồng Hình thức thi đấu: Quần chiến Số suất tấn cấp: 2 | Mỗi tuyển thủ nhận được một bông hoa tuyết nhiều màu chưa hoàn chỉnh. Tuyển thủ quan sát các hoa tuyết trên sân tìm ra 7 phiến hoa tuyết rồi đem chúng điền vào bông tuyết lớn tại vị trí tương ứng sao cho màu sắc của mỗi cánh hóa trên mỗi phiến hoa cũng như mỗi cạnh ngoài của bông hoa tuyết lớn đều khác màu nhau. Căn cứ theo thời gian hoàn thành để tiến hành xếp hạng. | Không | Thái Dương Dương |
| Bông tuyết cầu vồng Hình thức thi đấu: Quần chiến Số suất tấn cấp: 2 | Mỗi tuyển thủ nhận được một bông hoa tuyết nhiều màu chưa hoàn chỉnh. Tuyển thủ quan sát các hoa tuyết trên sân tìm ra 7 phiến hoa tuyết rồi đem chúng điền vào bông tuyết lớn tại vị trí tương ứng sao cho màu sắc của mỗi cánh hóa trên mỗi phiến hoa cũng như mỗi cạnh ngoài của bông hoa tuyết lớn đều khác màu nhau. Căn cứ theo thời gian hoàn thành để tiến hành xếp hạng. | Không | Trần Nhàn |
| Bông tuyết cầu vồng Hình thức thi đấu: Quần chiến Số suất tấn cấp: 2 | Mỗi tuyển thủ nhận được một bông hoa tuyết nhiều màu chưa hoàn chỉnh. Tuyển thủ quan sát các hoa tuyết trên sân tìm ra 7 phiến hoa tuyết rồi đem chúng điền vào bông tuyết lớn tại vị trí tương ứng sao cho màu sắc của mỗi cánh hóa trên mỗi phiến hoa cũng như mỗi cạnh ngoài của bông hoa tuyết lớn đều khác màu nhau. Căn cứ theo thời gian hoàn thành để tiến hành xếp hạng. | Không | Phan Tuấn Bân |
| Bông tuyết cầu vồng Hình thức thi đấu: Quần chiến Số suất tấn cấp: 2 | Mỗi tuyển thủ nhận được một bông hoa tuyết nhiều màu chưa hoàn chỉnh. Tuyển thủ quan sát các hoa tuyết trên sân tìm ra 7 phiến hoa tuyết rồi đem chúng điền vào bông tuyết lớn tại vị trí tương ứng sao cho màu sắc của mỗi cánh hóa trên mỗi phiến hoa cũng như mỗi cạnh ngoài của bông hoa tuyết lớn đều khác màu nhau. Căn cứ theo thời gian hoàn thành để tiến hành xếp hạng. | Không | Chu Thế Đổng |
| Bông tuyết cầu vồng Hình thức thi đấu: Quần chiến Số suất tấn cấp: 2 | Mỗi tuyển thủ nhận được một bông hoa tuyết nhiều màu chưa hoàn chỉnh. Tuyển thủ quan sát các hoa tuyết trên sân tìm ra 7 phiến hoa tuyết rồi đem chúng điền vào bông tuyết lớn tại vị trí tương ứng sao cho màu sắc của mỗi cánh hóa trên mỗi phiến hoa cũng như mỗi cạnh ngoài của bông hoa tuyết lớn đều khác màu nhau. Căn cứ theo thời gian hoàn thành để tiến hành xếp hạng. | Không | Trương Dục Thành |
| Bông tuyết cầu vồng Hình thức thi đấu: Quần chiến Số suất tấn cấp: 2 | Mỗi tuyển thủ nhận được một bông hoa tuyết nhiều màu chưa hoàn chỉnh. Tuyển thủ quan sát các hoa tuyết trên sân tìm ra 7 phiến hoa tuyết rồi đem chúng điền vào bông tuyết lớn tại vị trí tương ứng sao cho màu sắc của mỗi cánh hóa trên mỗi phiến hoa cũng như mỗi cạnh ngoài của bông hoa tuyết lớn đều khác màu nhau. Căn cứ theo thời gian hoàn thành để tiến hành xếp hạng. | Không | Hà Thiến |
| Bông tuyết cầu vồng Hình thức thi đấu: Quần chiến Số suất tấn cấp: 2 | Mỗi tuyển thủ nhận được một bông hoa tuyết nhiều màu chưa hoàn chỉnh. Tuyển thủ quan sát các hoa tuyết trên sân tìm ra 7 phiến hoa tuyết rồi đem chúng điền vào bông tuyết lớn tại vị trí tương ứng sao cho màu sắc của mỗi cánh hóa trên mỗi phiến hoa cũng như mỗi cạnh ngoài của bông hoa tuyết lớn đều khác màu nhau. Căn cứ theo thời gian hoàn thành để tiến hành xếp hạng. | Không | Tăng Hoa Minh |
| Bông tuyết cầu vồng Hình thức thi đấu: Quần chiến Số suất tấn cấp: 2 | Mỗi tuyển thủ nhận được một bông hoa tuyết nhiều màu chưa hoàn chỉnh. Tuyển thủ quan sát các hoa tuyết trên sân tìm ra 7 phiến hoa tuyết rồi đem chúng điền vào bông tuyết lớn tại vị trí tương ứng sao cho màu sắc của mỗi cánh hóa trên mỗi phiến hoa cũng như mỗi cạnh ngoài của bông hoa tuyết lớn đều khác màu nhau. Căn cứ theo thời gian hoàn thành để tiến hành xếp hạng. | Không | Chu Tử Kinh |
| Quang đồ mê lung Hình thức thi đấu: Tiếp sức 3 vs 3 Số suất tấn cấp: 3 | Trên sân khấu bày một không gian chữ số phân bố bất quy tắc, khi các số bên trong cự trận tồn tại Ước chung lớn nhất khác 1 thì những số này có thể liên kết với nhau tạo thành một khối lập thể. Mỗi tuyển thủ sẽ nhận được một khối lập thể mục tiêu. Tuyển thủ thông qua tính toán các con số, kết hợp năng lực Không gian tìm ra nơi mà khối lập thể tồn tại trong cự trận và vị trí chính xác các đỉnh của nó. Đội nào hoàn thành trước sẽ chiến thắng. | Không | Chu Khoa Kỳ, Trương Thiên Dương, Tào Hoán Đông |
| Quang đồ mê lung Hình thức thi đấu: Tiếp sức 3 vs 3 Số suất tấn cấp: 3 | Trên sân khấu bày một không gian chữ số phân bố bất quy tắc, khi các số bên trong cự trận tồn tại Ước chung lớn nhất khác 1 thì những số này có thể liên kết với nhau tạo thành một khối lập thể. Mỗi tuyển thủ sẽ nhận được một khối lập thể mục tiêu. Tuyển thủ thông qua tính toán các con số, kết hợp năng lực Không gian tìm ra nơi mà khối lập thể tồn tại trong cự trận và vị trí chính xác các đỉnh của nó. Đội nào hoàn thành trước sẽ chiến thắng. | Không | Đồ Bân, Phan Tuấn Bân, Chu Thế Đổng |
| Trận địa chiến kỳ Hình thức thi đấu: Song đấu 3 trận Số suất tấn cấp: 1 | Trên trận địa hình vuông 8 x 8 trên sân khấu có 1 chiến kỳ và vài thành lũy, Tuyển thủ cần di chuyển chiến kỳ và thành lũy sao cho chiến kỳ được đưa về doanh trại. Quy tắc di chuyển chiến kỳ và thành lũy: Nếu trên đường có chướng ngại vật, chúng sẽ dừng lại. Nếu không có chướng ngại, chúng sẽ trực tiếp di chuyển theo hướng đó đến khi ra ngoài trận địa. Trong thời gian quy định, bên khiến chiến kỳ về doanh trại với số bước ít hơn sẽ giành chiến thắng. Nếu số bước như nhau, bên dùng thời gian ít hơn sẽ chiến thắng. | Không | Hà Thiến thắng 2 ván |
| Trận địa chiến kỳ Hình thức thi đấu: Song đấu 3 trận Số suất tấn cấp: 1 | Trên trận địa hình vuông 8 x 8 trên sân khấu có 1 chiến kỳ và vài thành lũy, Tuyển thủ cần di chuyển chiến kỳ và thành lũy sao cho chiến kỳ được đưa về doanh trại. Quy tắc di chuyển chiến kỳ và thành lũy: Nếu trên đường có chướng ngại vật, chúng sẽ dừng lại. Nếu không có chướng ngại, chúng sẽ trực tiếp di chuyển theo hướng đó đến khi ra ngoài trận địa. Trong thời gian quy định, bên khiến chiến kỳ về doanh trại với số bước ít hơn sẽ giành chiến thắng. Nếu số bước như nhau, bên dùng thời gian ít hơn sẽ chiến thắng. | Không | Trương Nghi Lương thắng 1 ván |
| Lữ khách Thời gian Hình thức thi đấu: Đơn đấu Số suất tấn cấp: 1 | Trên sân khấu có 64 Đồng hồ chỉ giờ ngẫu nhiên (12 giờ, 3 giờ, 6 giờ, 9 giờ). Tuyển thủ khi chạm vào một đồng hồ bất kỳ sẽ khiến Đồng hồ này cùng những Đồng hồ xung quanh tiến hành xoay chuyển. theo quy tắc liên động: Đồng hồ chạm vào sẽ xoay một vòng từ trái sang phải {\displaystyle 360^{\circ }}, những đồng hồ ở vòng 1 tính từ đồng hồ chạm vào sẽ xoay một vòng từ trái sang phải {\displaystyle 180^{\circ }},những đồng hồ ở vòng 2 tính từ Đồng hồ chạm vào sẽ xoay một vòng từ trái sang phải {\displaystyle 90^{\circ }}. Trong thời gian quy định, tuyển thủ nào đưa tất cả kim Đồng hồ chỉ 12 giờ và dùng thời gian ít hơn sẽ thắng.                                                    | Không | Đồ Bân |
| Lữ khách Thời gian Hình thức thi đấu: Đơn đấu Số suất tấn cấp: 1 | Trên sân khấu có 64 Đồng hồ chỉ giờ ngẫu nhiên (12 giờ, 3 giờ, 6 giờ, 9 giờ). Tuyển thủ khi chạm vào một đồng hồ bất kỳ sẽ khiến Đồng hồ này cùng những Đồng hồ xung quanh tiến hành xoay chuyển. theo quy tắc liên động: Đồng hồ chạm vào sẽ xoay một vòng từ trái sang phải {\displaystyle 360^{\circ }}, những đồng hồ ở vòng 1 tính từ đồng hồ chạm vào sẽ xoay một vòng từ trái sang phải {\displaystyle 180^{\circ }},những đồng hồ ở vòng 2 tính từ Đồng hồ chạm vào sẽ xoay một vòng từ trái sang phải {\displaystyle 90^{\circ }}. Trong thời gian quy định, tuyển thủ nào đưa tất cả kim Đồng hồ chỉ 12 giờ và dùng thời gian ít hơn sẽ thắng.                                                    | Không | Chu Thế Đổng |
| Số tự mê các Hình thức thi đấu: 2 vs 2 vs 2 Số suất tấn cấp: 2 | Hai tuyển thủ hợp tác hoàn thành thử thách. Tuyển thủ A cần hoàn thành Sudoku sau đó chuyển cho tuyển thủ B. Tuyển thủ B trong rất nhiều bàn Sudoku dựa theo quy tắc liên kết chuỗi chữ số để tìm ra một thông lộ bên trong mê các nối điểm đầu và điểm cuối lại với nhau. Mỗi khi thông lộ qua 1 điểm mốc sẽ được 1 điểm. Trong thời gian quy định, đội được nhiều điểm hơn sẽ giành chiến thắng. Nếu số điểm như nhau, bên dùng thời gian ít hơn sẽ chiến thắng. | Không | 3 đội gồm: Thái Dương Dương, Trần Nhàn, Sài Hạo Thần, Hoàng Nhược Dịch, Chu Tử Kinh, Trương Văn Tịnh. Không đội nào hoàn thành thử thách nên không ai được tấn cấp. |
| Sau 7 thử thách, nếu trong tổ còn thành viên chưa tấn cấp tức cả tổ thất bại tiến vào vòng thi đấu kết toán danh sách (11 tuyển thủ chọn top 3 tuyển thủ đứng đầu đi tiếp). | | | |
| Phong oa mê sào | Tuyển thủ quan sát một bàn Tổ ong gồm nhiêu hình Lục giác đều tạo thành kiến tạo một đường đi theo hướng các mũi tên sao cho đi qua hết tất cả các hình Lục giác từ hình màu xanh là điểm khởi đầu đến hình màu đỏ là điểm kết thúc, đồng thời thỏa mãn số bước quy định trên một số hình (nếu có yêu cầu số bước). | Không | Hoàng Nhược Dịch, Chu Tử Kinh, Trương Văn Tịnh tấn cấp. |
| Lần xung kích thứ 7 - Đoàn thể sinh tồn chiến. 12 tuyển thủ thông qua bỏ phiếu viết hai tên tuyển thủ muốn bầu làm đội trưởng. Hai người có số phiếu cao nhất sẽ là hai đội trưởng. Sau đó hai đội trưởng tiến hành chọn đội viên thông qua thử thách Số tự mật lệnh Số tự mật lệnh: Có 22 thẻ gồm hai màu đỏ, xanh. Mỗi màu gồm 11 thẻ đánh số từ 1 đến 11. Mỗi đội trưởng tùy ý chọn 5 thẻ đỏ hoặc xanh và xếp thứ tự 5 thẻ này từ bé đến lớn, từ trái qua phải. Nếu số trên hai thẻ xanh, đỏ bằng nhau thì thẻ màu xanh sẽ đặt bên trái thẻ màu đỏ. Khi trận đấu bắt đầu, đội trưởng sẽ chọn bất kỳ 1 thẻ trong những thẻ còn lại, thẻ này chỉ có bản thân thấy, đồng thời xác định 1 thẻ của đối phương. Nếu xác định chính xác, đối phương phải lật tấm thẻ này lên. Đáp đúng có thể tiếp tục xác định hoặc dừng xác định, đồng thời đưa tấm thẻ mới nhặt xếp vào thứ tự trong bộ bài của bản thân. Mỗi khi xác định đúng 1 thẻ sẽ có quyền lựa 1 đội viên. Nếu xác định sai thì đưa tấm thẻ mới nhặt xếp vào thứ tự trong bộ bài của bản thân, đồng thời lật cho đối phương thấy. Hai bên thay nhau công thủ cho đến khi có một bên chọn đủ 5 đội viên. Những tuyển thủ còn lại tự động quy về đội bên kia. Quy tắc lần xung kích thứ 7: Tổng cộng có 4 trận thi đấu phân thành trận tiếp sức, trận lôi đài và hai trận đột phá vòng vây. Tuyển thủ hai đội cần xuất chiến hết. Nếu một đội giành chiến thắng cả 4 trận thì toàn bộ đội sẽ tấn cấp. | | | |
| Đội đỏ 1. Chu Khoa Kỳ - Đội trưởng 2. Tăng Hoa Minh 3. Hoàng Nhược Dịch 4. Trương Thiên Dương 5. Hà Thiến 6. Tào Hoán Đông | Đội đỏ 1. Chu Khoa Kỳ - Đội trưởng 2. Tăng Hoa Minh 3. Hoàng Nhược Dịch 4. Trương Thiên Dương 5. Hà Thiến 6. Tào Hoán Đông | Đội xanh 1. Bạch Vũ Bằng - Đội trưởng 2. Trương Văn Tịnh 3. Mông Kiệt 4. Cung Kim Tái Ba 5. Chu Tử Kinh 6. Chu Thế Đổng | Đội xanh 1. Bạch Vũ Bằng - Đội trưởng 2. Trương Văn Tịnh 3. Mông Kiệt 4. Cung Kim Tái Ba 5. Chu Tử Kinh 6. Chu Thế Đổng |
| Bàn cờ lục sắc Hình thức thi đấu: tiếp sức | Tuyển thủ cần ở trong bàn cờ hình Lục giác đều có 271 ô. Tuyển thủ chọn một ô làm điểm xuất phát đồng thời chọn một ô xung quanh tiến hành nhiễm sắc. Màu sắc ở ô lục giác tiếp theo sẽ thay thế cho màu tất cả ô đã chọn. Trong thời gian và số bước quy định, đem bàn cờ đổi thành cùng màu khiêu chiến thành công. | Mua thẻ trợ lực Thẻ trợ lực có thể dùng ở trận tiếp sức và trận lôi đài. Có 4 loại và số lượng mỗi thẻ trợ lực là 1. Mỗi đội có thể đổi tối đa 2 thẻ trợ lực. Mỗi vòng thi đấu, mỗi đội chỉ có thể dùng 1 thẻ trợ lực. - Thẻ hồi sinh: giúp cả đội không phải bắt đầu lại thử thách từ đầu - Thẻ tráo hàng: chỉ định thứ tự xuất chiến bên đối phương - Thẻ quấy rối: Không nhận được một nửa đạo cụ chuẩn bị - Thẻ chày cối: Thêm 10 phút chuẩn bị trước khi thi đấu (ngoài thời gian mặc định là 60 phút) - Thẻ sao chép: sao chép thẻ trợ lực mà đối phương dùng. | Đội xanh dùng thẻ tráo hàng. Đội đỏ dùng thẻ sao chép. Đội xanh thắng |
| Hình thức thi đấu: trận phá vây. Trận phá vây phân thành hai bên công thủ. Bên công chỉ có 1 người xuất chiến, bên thủ xuất chiến 5 người. 6 người sẽ xếp hạng dựa theo thành tích. Nếu bên công đứng nhất, phá vây thành công. Tức đội công sẽ chiến thắng. Nếu không bên thủ sẽ chiến thắng. Trận phá vây gồm hai hiệp, hai bên thay nhau công thủ. | Khu rừng sao băng Trên sân khấu có 6 tổ mảnh ghép bất quy tắc. Khi thi đấu, 6 tổ mảnh ghép sẽ lần lượt hạ xuống. Tuyển thủ cần ở trong não tiến hành lắp ghép 6 tổ mảnh ghép này, đồng thời trên bảng ghép điền vào thông tin các mảnh ghép tương ứng. Thông tin mảnh ghép bao gồm mã số và chiều đặt của mảnh ghép. Người hoàn thành 3 đề trước sẽ giành chiến thắng. | Mua thẻ trợ lực Thẻ trợ lực có thể dùng ở trận tiếp sức và trận lôi đài. Có 4 loại và số lượng mỗi thẻ trợ lực là 1. Mỗi đội có thể đổi tối đa 2 thẻ trợ lực. Mỗi vòng thi đấu, mỗi đội chỉ có thể dùng 1 thẻ trợ lực. - Thẻ hồi sinh: giúp cả đội không phải bắt đầu lại thử thách từ đầu - Thẻ tráo hàng: chỉ định thứ tự xuất chiến bên đối phương - Thẻ quấy rối: Không nhận được một nửa đạo cụ chuẩn bị - Thẻ chày cối: Thêm 10 phút chuẩn bị trước khi thi đấu (ngoài thời gian mặc định là 60 phút) - Thẻ sao chép: sao chép thẻ trợ lực mà đối phương dùng. | Hiệp đầu: Đội đỏ thắng |
| Hình thức thi đấu: trận phá vây. Trận phá vây phân thành hai bên công thủ. Bên công chỉ có 1 người xuất chiến, bên thủ xuất chiến 5 người. 6 người sẽ xếp hạng dựa theo thành tích. Nếu bên công đứng nhất, phá vây thành công. Tức đội công sẽ chiến thắng. Nếu không bên thủ sẽ chiến thắng. Trận phá vây gồm hai hiệp, hai bên thay nhau công thủ. | Khu rừng sao băng Trên sân khấu có 6 tổ mảnh ghép bất quy tắc. Khi thi đấu, 6 tổ mảnh ghép sẽ lần lượt hạ xuống. Tuyển thủ cần ở trong não tiến hành lắp ghép 6 tổ mảnh ghép này, đồng thời trên bảng ghép điền vào thông tin các mảnh ghép tương ứng. Thông tin mảnh ghép bao gồm mã số và chiều đặt của mảnh ghép. Người hoàn thành 3 đề trước sẽ giành chiến thắng. | Mua thẻ trợ lực Thẻ trợ lực có thể dùng ở trận tiếp sức và trận lôi đài. Có 4 loại và số lượng mỗi thẻ trợ lực là 1. Mỗi đội có thể đổi tối đa 2 thẻ trợ lực. Mỗi vòng thi đấu, mỗi đội chỉ có thể dùng 1 thẻ trợ lực. - Thẻ hồi sinh: giúp cả đội không phải bắt đầu lại thử thách từ đầu - Thẻ tráo hàng: chỉ định thứ tự xuất chiến bên đối phương - Thẻ quấy rối: Không nhận được một nửa đạo cụ chuẩn bị - Thẻ chày cối: Thêm 10 phút chuẩn bị trước khi thi đấu (ngoài thời gian mặc định là 60 phút) - Thẻ sao chép: sao chép thẻ trợ lực mà đối phương dùng. | - Đội đỏ: Chu Khoa Kỳ, Tăng Hoa Minh, Hoàng Nhược Dịch, Hà Thiến, Tào Hoán Đông - Thủ - Đội xanh: Mông Kiệt - Công |
| Hình thức thi đấu: trận lôi đài. Hai đội trước tiên xếp thứ tự xuất chiến các thành viên. Căn cứ thứ tự tiến hành đơn đấu 1 vs 1. Bên thắng giữ đài, bên thua người tiếp theo thứ tự tiếp tục thi đấu. Đội nào đánh bại 6 tuyển thủ đối phương sẽ giành chiến thắng. Trân lôi đài có 3 thử thách thi đấu theo thứ tự gồm: Đối xứng hoàn mỹ. Phân bổ cực từ. Hoàn mỹ trùng điệp | Đối xứng hoàn mỹ Trên bàn cờ hình vuông 9x9 trên sân khấu tồn tại một số Tâm đối xứng. Tuyển thủ dùng các màu sắc phân chia bàn cờ thành nhiều khu vực sao cho mỗi khu vực trở thành hình lấy điểm đã cho làm Tâm đối xứng. | Chức năng một số thẻ có thay đổi - Thẻ hồi sinh: giúp tuyển thủ đó nếu thua sẽ tiếp tục được khiêu chiến lại 1 lần, nếu vẫn thua sẽ xuống sân. Nếu thắng thì không được tham gia tiếp trận sau. - Thẻ tráo hàng: Khi lên sân có thể quyết định thử thách thi đấu. Chỉ được dùng một lần. | - Lượt 1: Đối xứng hoàn mỹ Tào Hoán Đông (thắng) - Trương Dục Thành - Lượt 2: Phân bổ cực từ Tào Hoán Đông - Chu Tử Kinh (thắng) - Lượt 3: Hoàn mỹ trùng điệp Hà Thiến - Chu Tử Kinh (thắng) - Lượt 4: Phân bổ cực từ (Do Trương Thiên Dương có thẻ tráo hàng nên được quyền chọn thử thách) Trương Thiên Dương (thắng) - Chu Tử Kinh - Lượt 5: Hoàn mỹ trùng điệp Trương Thiên Dương (thắng) - Cung Kim Tái Ba - Lượt 6: Đối xứng hoàn mỹ Trương Thiên Dương (thắng 2 lần do Bạch Vũ Bằng dùng thẻ hồi sinh) - Bạch Vũ Bằng - Lượt 7: Phân bổ cực từ Trương Thiên Dương (thắng) - Trương Văn Tịnh - Lượt 8: Hoàn mỹ trùng điệp Trương Thiên Dương - Mông Kiệt (thắng) - Lượt 9: Đối xứng hoàn mỹ Tăng Hoa Minh (thắng) - Mông Kiệt |
| Hình thức thi đấu: trận lôi đài. Hai đội trước tiên xếp thứ tự xuất chiến các thành viên. Căn cứ thứ tự tiến hành đơn đấu 1 vs 1. Bên thắng giữ đài, bên thua người tiếp theo thứ tự tiếp tục thi đấu. Đội nào đánh bại 6 tuyển thủ đối phương sẽ giành chiến thắng. Trân lôi đài có 3 thử thách thi đấu theo thứ tự gồm: Đối xứng hoàn mỹ. Phân bổ cực từ. Hoàn mỹ trùng điệp | Phân bổ cực từ Tuyển thủ quan sát bàn cờ rồi đặt vào trong bàn cờ hình vuông 7x7 các Nam châm. Các nam châm có hai cực dương và âm, hai cực cùng dấu không thể đặt gần nhau. Đặt các nam châm sau cho số cực từ ở mỗi hàng và cột thỏa mãn con số đề bài cho. Phần + ở góc bàn cờ có các số ở hàng dọc, hàng ngang. Mỗi số ở mỗi hàng dọc, hàng ngang đại diện cho hàng dọc, hàng ngang đó đó cần bao nhiêu cực dương. Tương tự đối với phần - ở góc bàn cờ. | Chức năng một số thẻ có thay đổi - Thẻ hồi sinh: giúp tuyển thủ đó nếu thua sẽ tiếp tục được khiêu chiến lại 1 lần, nếu vẫn thua sẽ xuống sân. Nếu thắng thì không được tham gia tiếp trận sau. - Thẻ tráo hàng: Khi lên sân có thể quyết định thử thách thi đấu. Chỉ được dùng một lần. | - Lượt 1: Đối xứng hoàn mỹ Tào Hoán Đông (thắng) - Trương Dục Thành - Lượt 2: Phân bổ cực từ Tào Hoán Đông - Chu Tử Kinh (thắng) - Lượt 3: Hoàn mỹ trùng điệp Hà Thiến - Chu Tử Kinh (thắng) - Lượt 4: Phân bổ cực từ (Do Trương Thiên Dương có thẻ tráo hàng nên được quyền chọn thử thách) Trương Thiên Dương (thắng) - Chu Tử Kinh - Lượt 5: Hoàn mỹ trùng điệp Trương Thiên Dương (thắng) - Cung Kim Tái Ba - Lượt 6: Đối xứng hoàn mỹ Trương Thiên Dương (thắng 2 lần do Bạch Vũ Bằng dùng thẻ hồi sinh) - Bạch Vũ Bằng - Lượt 7: Phân bổ cực từ Trương Thiên Dương (thắng) - Trương Văn Tịnh - Lượt 8: Hoàn mỹ trùng điệp Trương Thiên Dương - Mông Kiệt (thắng) - Lượt 9: Đối xứng hoàn mỹ Tăng Hoa Minh (thắng) - Mông Kiệt |
| Hình thức thi đấu: trận lôi đài. Hai đội trước tiên xếp thứ tự xuất chiến các thành viên. Căn cứ thứ tự tiến hành đơn đấu 1 vs 1. Bên thắng giữ đài, bên thua người tiếp theo thứ tự tiếp tục thi đấu. Đội nào đánh bại 6 tuyển thủ đối phương sẽ giành chiến thắng. Trân lôi đài có 3 thử thách thi đấu theo thứ tự gồm: Đối xứng hoàn mỹ. Phân bổ cực từ. Hoàn mỹ trùng điệp | Hoàn mỹ trùng điệp Năm 1925, Nhà toán học Người Anh Rowland phát hiện khi một Hình vuông có thể cắt thành các hình vuông nhỏ với kích thước khác nhau thì đây là hình vuông hoàn mỹ. Mỗi tuyển thủ nhận 10 mảnh ghép rời rạc do các hình vuông khác nhau tạo thành. Thông qua phương thức trùng điệp đem chúng hợp thành hình vuông hoàn mỹ. Bên dùng ít thời gian hơn sẽ thắng. | Chức năng một số thẻ có thay đổi - Thẻ hồi sinh: giúp tuyển thủ đó nếu thua sẽ tiếp tục được khiêu chiến lại 1 lần, nếu vẫn thua sẽ xuống sân. Nếu thắng thì không được tham gia tiếp trận sau. - Thẻ tráo hàng: Khi lên sân có thể quyết định thử thách thi đấu. Chỉ được dùng một lần. | - Lượt 1: Đối xứng hoàn mỹ Tào Hoán Đông (thắng) - Trương Dục Thành - Lượt 2: Phân bổ cực từ Tào Hoán Đông - Chu Tử Kinh (thắng) - Lượt 3: Hoàn mỹ trùng điệp Hà Thiến - Chu Tử Kinh (thắng) - Lượt 4: Phân bổ cực từ (Do Trương Thiên Dương có thẻ tráo hàng nên được quyền chọn thử thách) Trương Thiên Dương (thắng) - Chu Tử Kinh - Lượt 5: Hoàn mỹ trùng điệp Trương Thiên Dương (thắng) - Cung Kim Tái Ba - Lượt 6: Đối xứng hoàn mỹ Trương Thiên Dương (thắng 2 lần do Bạch Vũ Bằng dùng thẻ hồi sinh) - Bạch Vũ Bằng - Lượt 7: Phân bổ cực từ Trương Thiên Dương (thắng) - Trương Văn Tịnh - Lượt 8: Hoàn mỹ trùng điệp Trương Thiên Dương - Mông Kiệt (thắng) - Lượt 9: Đối xứng hoàn mỹ Tăng Hoa Minh (thắng) - Mông Kiệt |
| Hình thức thi đấu: trận phá vây. Trận phá vây phân thành hai bên công thủ. Bên công chỉ có 1 người xuất chiến, bên thủ xuất chiến 5 người. 6 người sẽ xếp hạng dựa theo thành tích. Nếu bên công đứng nhất, phá vây thành công. Tức đội công sẽ chiến thắng. Nếu không bên thủ sẽ chiến thắng. Trận phá vây gồm hai hiệp, hai bên thay nhau công thủ. | La bàn thời gian La bàn thời gian có 2 vòng trong, ngoài. Mỗi vòng phân bố 40 số theo quy luật mỗi một số là một ô. Khi kim đồng hồ chuyển động thuận. Vòng ngoài sẽ chuyển động thuận, mỗi một đơn vị thời gian vòng ngoài sẽ xoay 7 ô. Vòng trong xoay ngược chiều kim đồng hồ, mỗi một đơn vị thời gian sẽ xoay 2 ô. Tuyển thủ cần quan sát La bàn thời gian ở trạng thái tĩnh sau đó suy luận ra thời khắc được chỉ định khi kim dừng lại sẽ chỉ vào số nào ở vòng ngoài và vòng trong để thu được 10 cặp tọa độ. Sau đó, trong 30 bản đồ Mê cung trên sân khấu tìm ra tấm bản đồ có thông lộ đi qua mê cung bao gồm 10 cặp tọa độ này. Đồng thời, cự ly di chuyển cần tương ứng với tọa độ chỉ định.   | Mua thẻ trợ lực Thẻ trợ lực có thể dùng ở trận tiếp sức và trận lôi đài. Có 4 loại và số lượng mỗi thẻ trợ lực là 1. Mỗi đội có thể đổi tối đa 2 thẻ trợ lực. Mỗi vòng thi đấu, mỗi đội chỉ có thể dùng 1 thẻ trợ lực. - Thẻ hồi sinh: giúp cả đội không phải bắt đầu lại thử thách từ đầu - Thẻ tráo hàng: chỉ định thứ tự xuất chiến bên đối phương - Thẻ quấy rối: Không nhận được một nửa đạo cụ chuẩn bị - Thẻ chày cối: Thêm 10 phút chuẩn bị trước khi thi đấu (ngoài thời gian mặc định là 60 phút) - Thẻ sao chép: sao chép thẻ trợ lực mà đối phương dùng. | Hiệp sau: Đội xanh thắng. |
| Hình thức thi đấu: trận phá vây. Trận phá vây phân thành hai bên công thủ. Bên công chỉ có 1 người xuất chiến, bên thủ xuất chiến 5 người. 6 người sẽ xếp hạng dựa theo thành tích. Nếu bên công đứng nhất, phá vây thành công. Tức đội công sẽ chiến thắng. Nếu không bên thủ sẽ chiến thắng. Trận phá vây gồm hai hiệp, hai bên thay nhau công thủ. | La bàn thời gian La bàn thời gian có 2 vòng trong, ngoài. Mỗi vòng phân bố 40 số theo quy luật mỗi một số là một ô. Khi kim đồng hồ chuyển động thuận. Vòng ngoài sẽ chuyển động thuận, mỗi một đơn vị thời gian vòng ngoài sẽ xoay 7 ô. Vòng trong xoay ngược chiều kim đồng hồ, mỗi một đơn vị thời gian sẽ xoay 2 ô. Tuyển thủ cần quan sát La bàn thời gian ở trạng thái tĩnh sau đó suy luận ra thời khắc được chỉ định khi kim dừng lại sẽ chỉ vào số nào ở vòng ngoài và vòng trong để thu được 10 cặp tọa độ. Sau đó, trong 30 bản đồ Mê cung trên sân khấu tìm ra tấm bản đồ có thông lộ đi qua mê cung bao gồm 10 cặp tọa độ này. Đồng thời, cự ly di chuyển cần tương ứng với tọa độ chỉ định.   | Mua thẻ trợ lực Thẻ trợ lực có thể dùng ở trận tiếp sức và trận lôi đài. Có 4 loại và số lượng mỗi thẻ trợ lực là 1. Mỗi đội có thể đổi tối đa 2 thẻ trợ lực. Mỗi vòng thi đấu, mỗi đội chỉ có thể dùng 1 thẻ trợ lực. - Thẻ hồi sinh: giúp cả đội không phải bắt đầu lại thử thách từ đầu - Thẻ tráo hàng: chỉ định thứ tự xuất chiến bên đối phương - Thẻ quấy rối: Không nhận được một nửa đạo cụ chuẩn bị - Thẻ chày cối: Thêm 10 phút chuẩn bị trước khi thi đấu (ngoài thời gian mặc định là 60 phút) - Thẻ sao chép: sao chép thẻ trợ lực mà đối phương dùng. | - Đội đỏ: Trương Thiên Dương - Công - Đội xanh: Bạch Vũ Bằng, Trương Văn Tịnh, Cung Kim Tái Ba, Chu Tử Kinh, Chu Thế Đổng - Thủ |
| Kết thúc Lần xung kích thứ 7 - Đoàn thể sinh tồn chiến, hai đội hòa nhau 2-2 nên thi đấu hiệp phụ: Mỗi đội cử ra 3 tuyển thủ tiến hành 3 trận 1 vs 1. Đội nào được 2 điểm trước thì giành chiến thắng. | | | |
| Nối ảnh thành đôi | Trong bàn cờ do rất nhiều màu tạo thành. Đem các khối kề nhau phân thành từng đôi sao cho màu sắc của mỗi một tổ hai khối đều không bị trùng lặp tức khiêu chiến thành công. | Không có | - Lượt 1: Hoàng Nhược Dịch (thắng) - Trương Văn Tịnh - Lượt 2: Tào Hoán Đông - Bạch Vũ Bằng (thắng) - Lượt 3: Chu Khoa Kỳ (thắng) - Mông Kiệt |
| Nối ảnh thành đôi | Trong bàn cờ do rất nhiều màu tạo thành. Đem các khối kề nhau phân thành từng đôi sao cho màu sắc của mỗi một tổ hai khối đều không bị trùng lặp tức khiêu chiến thành công. | Không có | Đội đỏ thắng 2 - 1 |

## Vòng 2 - Não vương chi chiến
6 thành viên của Đội đỏ cùng tuyển thủ Bạch Vũ Bằng của đội xanh (Bạch Vũ Bằng được vé vớt do Ban giám khảo bình chọn) tham gia vòng thi Tranh bá cup Não vương mùa này.

### Tập 12
| Chú giải | Thắng | Hòa | Thua | Thắng trận chung kết |

| Thử thách | Mô tả | Thử thách trợ lực | Kết quả                          |
| --- | --- | ----------------- | -------------------------------- |
| Não vương tư cách tái Gồm 2 thử thách chọn ra hai thí sinh tham gia vòng thi Chung kết não vương. Mỗi tuyển thủ cần dựa theo sự hiểu biết của mình đối với các tuyển thủ khác để đề xuất phương án lựa chọn thử thách cho cả 7 người. Giới hạn trong 10 phút, sau khi tất cả phương án hoàn thành thì tiến hành bỏ phiếu biểu quyết chọn ra phương án thi đấu chính thức. Nếu số phiếu biểu quyết hòa thì ban giám khảo (5 người) cũng sẽ tham gia bỏ phiếu. | |                   |                                  |
| Tàn ảnh Fourier | Tuyển thủ căn cứ vào 5 kim đồng hồ xoay chuyển độc lập, trong não tưởng tượng ra khi chúng nối với nhau thì kim ở trên cùng sẽ vẽ ra Quỹ tích chuyển động như thế nào. Sau đó, trong 30 ảnh động trên sân khấu tìm ra đáp án chính xác trong thời gian quy định, đáp sai bị phạt 30 giây. Người hoàn thành 3 đề trước sẽ chiến thắng. | Không có          | Tăng Hoa Minh                    |
| Tàn ảnh Fourier | Tuyển thủ căn cứ vào 5 kim đồng hồ xoay chuyển độc lập, trong não tưởng tượng ra khi chúng nối với nhau thì kim ở trên cùng sẽ vẽ ra Quỹ tích chuyển động như thế nào. Sau đó, trong 30 ảnh động trên sân khấu tìm ra đáp án chính xác trong thời gian quy định, đáp sai bị phạt 30 giây. Người hoàn thành 3 đề trước sẽ chiến thắng. | Không có          | Hoàng Nhược Dịch                 |
| Tàn ảnh Fourier | Tuyển thủ căn cứ vào 5 kim đồng hồ xoay chuyển độc lập, trong não tưởng tượng ra khi chúng nối với nhau thì kim ở trên cùng sẽ vẽ ra Quỹ tích chuyển động như thế nào. Sau đó, trong 30 ảnh động trên sân khấu tìm ra đáp án chính xác trong thời gian quy định, đáp sai bị phạt 30 giây. Người hoàn thành 3 đề trước sẽ chiến thắng. | Không có          | Chu Khoa Kỳ                      |
| Tàn ảnh Fourier | Tuyển thủ căn cứ vào 5 kim đồng hồ xoay chuyển độc lập, trong não tưởng tượng ra khi chúng nối với nhau thì kim ở trên cùng sẽ vẽ ra Quỹ tích chuyển động như thế nào. Sau đó, trong 30 ảnh động trên sân khấu tìm ra đáp án chính xác trong thời gian quy định, đáp sai bị phạt 30 giây. Người hoàn thành 3 đề trước sẽ chiến thắng. | Không có          | Hà Thiến                         |
| Càn khôn mê cảnh | Trên sân khấu đặt Lập phương Rubik khổng lồ. Trên bề mặt rubik có các Mê cung. Khi trận đấu bắt đầu, rubik sẽ xoay ngẫu nhiên. Tuyển thủ quan sát rubik chuyển động và phục chế con đường ngắn nhất ở trạng thái khôi phục của khối rubik này, đáp sai bị phạt 30 giây. Cuối cùng vẽ ra số lộ tuyến chính xác nhiều nhất sẽ giành chiến thắng. | Không có          | Tào Hoán Đông                    |
| Càn khôn mê cảnh | Trên sân khấu đặt Lập phương Rubik khổng lồ. Trên bề mặt rubik có các Mê cung. Khi trận đấu bắt đầu, rubik sẽ xoay ngẫu nhiên. Tuyển thủ quan sát rubik chuyển động và phục chế con đường ngắn nhất ở trạng thái khôi phục của khối rubik này, đáp sai bị phạt 30 giây. Cuối cùng vẽ ra số lộ tuyến chính xác nhiều nhất sẽ giành chiến thắng. | Không có          | Trương Thiên Dương               |
| Càn khôn mê cảnh | Trên sân khấu đặt Lập phương Rubik khổng lồ. Trên bề mặt rubik có các Mê cung. Khi trận đấu bắt đầu, rubik sẽ xoay ngẫu nhiên. Tuyển thủ quan sát rubik chuyển động và phục chế con đường ngắn nhất ở trạng thái khôi phục của khối rubik này, đáp sai bị phạt 30 giây. Cuối cùng vẽ ra số lộ tuyến chính xác nhiều nhất sẽ giành chiến thắng. | Không có          | Bạch Vũ Bằng                     |
| Trận Chung kết não vương | |                   |                                  |
| Thăng duy huyễn ảnh | Tuyển thủ quan sát 3 khối dị hình trên sân khấu và 80 mảnh ghép huyễn ảnh (là những mảnh ghép của 3 khối dị hình mục tiêu và các khối dị hình gây nhiễu. Sau khi trải qua quá trình từ Không gian ba chiều thành Không gian hai chiều sẽ bị chia cắt ra làm ba phần), tuyển thủ cần tìm ra 9 mảnh ghép huyễn ảnh có thể ghép ra khối dị hình mục tiêu, đồng thời xác định góc quay ảnh. Ưu tiên số lượng chính xác, nếu số lượng như nhau, ai dùng thời gian ít hơn sẽ chiến thắng. | Không có          | Hoàng Nhược Dịch đáp đúng 2/3 đề |
| Thăng duy huyễn ảnh | Tuyển thủ quan sát 3 khối dị hình trên sân khấu và 80 mảnh ghép huyễn ảnh (là những mảnh ghép của 3 khối dị hình mục tiêu và các khối dị hình gây nhiễu. Sau khi trải qua quá trình từ Không gian ba chiều thành Không gian hai chiều sẽ bị chia cắt ra làm ba phần), tuyển thủ cần tìm ra 9 mảnh ghép huyễn ảnh có thể ghép ra khối dị hình mục tiêu, đồng thời xác định góc quay ảnh. Ưu tiên số lượng chính xác, nếu số lượng như nhau, ai dùng thời gian ít hơn sẽ chiến thắng. | Không có          | Bạch Vũ Bằng đáp đúng 3/3 đề     |

## Khách mời danh tiếng
| Tập        | Khách mời                                               |
| ---------- | ------------------------------------------------------- |
| Cả mùa     | Giáo sư Hesenberg Dư Tiểu Tinh Hô Lan                   |
| 1          | Vương Diệu Khánh                                        |
| 2, 3, 4    | Quách Kỳ Lân                                            |
| 5          | Triết Triệu Phong                                       |
| 6          | Điền Lượng                                              |
| 7, 8       | Vương Lạc Đan                                           |
| 9          | Trương Kế Khoa                                          |
| 10, 11, 12 | Viện sĩ Viện Khoa học Trung Quốc: Giáo sư Thi Nhất Công |

## Tài trợ
Sữa hộp QQ
Ô tô Trường An